# TSV Kropp
Der TSV Kropp ist ein Sportverein aus Kropp und mit ca. 1.500 Mitgliedern einer der größten Vereine im Kreis Schleswig-Flensburg.

## Geschichte
Der Verein wurde am 6. Februar 1946 gegründet. Er hatte keine Vorgängervereine. Eine der ersten Sparten war Fußball. Von 1949 bis 1968 spielte der Verein wiederholt in der zweithöchsten Liga Schleswig-Holsteins, kam darüber allerdings nicht hinaus.
1992 begann mit dem Aufstieg in die Landesliga Schleswig-Holstein der Aufschwung. 1999 wechselte der Verein in die neu gegründete Bezirksoberliga. Ein Jahr später folgte der Aufstieg in die schleswig-holsteinische Verbandsliga. 2003 stieg der Verein in die Oberliga Hamburg/Schleswig-Holstein auf und verließ damit erstmals Landesniveau. Aufgrund der Ligareform stieg er nach einem Jahr wieder ab.
Für die nächste Saison war das Ziel das Erreichen der neu eingerichteten Oberliga Nord. Hinter dem Itzehoer SV wurde der TSV Kropp Vizemeister. Da Itzehoe jedoch auf den Aufstieg verzichtete, kam der TSV Kropp in die Oberliga. Nach dem 7. Spieltag der Saison 2005/06 wechselte man den Trainer (von Spielertrainer Gehrke zu Schimmer). Helmut Schimmer wurde nach dem Ende der Saison von Bernd Gerulat abgelöst. Der TSV Kropp stieg 2006 aus der Oberliga wieder ab und gewann prompt die Meisterschaft in der Verbandsliga. Seit der Saison 2008/2009 spielt die erste Herrenmannschaft des TSV in der neuen Schleswig-Holstein Liga; auch die A-Jugendlichen des Vereins schafften durch den Gewinn des Bezirksmeistertitels 2008 den Aufstieg in die höchste Spielklasse des Landes.
2017 erfolgte nach der Ligastrukturreform die Einteilung in die neue Landesliga Schleswig. Dort wurde die Mannschaft auf Anhieb Meister und stieg in die Oberliga Schleswig-Holstein auf. Nach der abgebrochenen Saison 2019/20 gab der TSV Kropp am 7. Juni 2020 seinen Rückzug aus der Oberliga bekannt. Die Saison 2020/21 der Landesliga Schleswig wurde wegen der COVID-19-Pandemie in Deutschland vorzeitig abgebrochen.

## Stadion
Das Stadion Kropp bietet insgesamt Platz für 6.000 Fans. Es verfügt über Flutlicht auf dem benachbarten Trainingsplatz, eine Laufbahn sowie eine überdachte Haupttribüne mit etwa 400 Sitzplätzen. Hier veranstaltete der TSV in den 2000ern regelmäßig ein Mini-Turnier in der Winterpause, an dem Bundesligavereine (u. a. Werder Bremen, FC Schalke 04, der Hamburger SV) teilnahmen.

## Andere Sportarten
Beim TSV Kropp wird nicht nur Fußball gespielt. Der Verein hat noch folgende Sparten: Aerobic, Badminton, Handball, Judo, Lauftreff, Leichtathletik, Nordic Walking, Tanzen, Tischtennis, Turnen, Volleyball, Kraftsport, Reha-Sport, Yoga und Zumba.

## Handball
Die Handball-Abteilung ist seit 2015 in der HG Owschlag-Kropp-Tetenhusen organisiert, zuvor bildete man mit dem TSV Germania Tetenhusen die Handballspielgemeinschaft Kropp-Tetenhusen; sowohl die Frauen als auch die Männer (als SG Kropp-Tetenhusen-Dithmarschen) spielten 2009/10 in der drittklassigen Handball-Regionalliga Nordost und qualifizierten sich für die  3. Handball-Liga.